# Zemský okres Holzminden
Zemský okres Holzminden (německy Landkreis Holzminden) je zemský okres v německé spolkové zemi Dolní Sasko. Sídlem správy zemského okresu je město Holzminden. Má přibližně 71 tisíc obyvatel. 

## Města a obce
Města:
1. Bodenwerder
2. Eschershausen
3. Holzminden
4. Stadtoldendorf

Obce:
1. Arholzen
2. Bevern
3. Boffzen
4. Brevörde
5. Deensen
6. Delligsen
7. Derental
8. Dielmissen
9. Eimen
10. Fürstenberg
11. Golmbach
12. Halle
13. Hehlen
14. Heinade
15. Heinsen
16. Heyen
17. Holenberg
18. Holzen
19. Kirchbrak
20. Lauenförde
21. Lenne
22. Lüerdissen
23. Negenborn
24. Ottenstein
25. Pegestorf
26. Polle
27. Vahlbruch
28. Wangelnstedt